# Rattus tunneyi
Rattus tunneyi  (Thomas, 1904) è un roditore della famiglia dei Muridi endemico dell'Australia.

## Descrizione

### Dimensioni
Roditore di medie dimensioni, con la lunghezza della testa e del corpo tra 120 e 195 mm, la lunghezza della coda tra 80 e 150 mm, la lunghezza del piede tra 25 e 35 mm, la lunghezza delle orecchie tra 15 e 20 mm e un peso fino a 210 g.

### Aspetto
La testa è larga e arrotondata. Le parti superiori sono brunastre, mentre le parti inferiori sono grigie chiare o color crema. Gli occhi sono grandi e sporgenti. Le orecchie sono corte e chiare. Il dorso dei piedi è biancastro. La coda è più corta della testa e del corpo, uniformemente bruno-rosata e rivestita da 9-11 anelli di scaglie per centimetro. Le femmine hanno 5 paia di mammelle. Il cariotipo è 2n=42 FN=62-64.

## Biologia

### Comportamento
È una specie notturna e terricola. Si rifugia in sistemi di cunicoli poco profondi su terreni sabbiosi.

### Alimentazione
Si nutre di steli d'erba, tuberi e semi.

### Riproduzione
Nel Territorio del Nord la stagione riproduttiva è presente nella stagione secca, tra marzo ed agosto, mentre nel Queensland si riproduce principalmente tra settembre e novembre. Le femmine danno alla luce fino a 11 piccoli dopo una gestazione di 21-22 giorni.

## Distribuzione e habitat
Questa specie è diffusa nell'Australia Occidentale settentrionale, Territorio del Nord settentrionale, Queensland orientale, Nuovo Galles del Sud nord-orientale e diverse isole tra le quali l'Isola Melville e Groote Eylandt.
Vive in praterie alte, canneti e altri habitat modificati.

## Tassonomia
Sono state riconosciute 2 sottospecie:
- R.t.tunneyi: Australia Occidentale settentrionale, Territorio del Nord settentrionale, Isola Melville e Groote Eylandt;
- R.t.culmorum (Thomas & Dollman, 1909): Queensland orientale, Nuovo Galles del Sud nord-orientale.

## Conservazione
La IUCN Red List, considerato il vasto areale, la popolazione numerosa e la presenza in diverse aree protette, classifica R.tunneyi come specie a rischio minimo (Least Concern).